# Mahakam
Il Mahakam (anche noto con il nome Kutai) è un fiume dell'Indonesia, situato sull'isola di Borneo, che scorre attraverso la provincia di Kalimantan Orientale. Con i suoi 760 km è il terzo fiume più lungo dell'Indonesia, dopo il Kapuas (1.150) e il Barito (880 km). 

## Percorso
Nasce dai Monti Kapuas, nel distretto di Long Apari, e scorre verso sud-est bagnando Samarinda, la capitale di Kalimantan Orientale. Sfocia con un ampio delta nello Stretto di Makasar. Lungo il suo percorso, in gran parte navigabile, riceve i fiumi Telen e Belajan.